# Société Métallurgique Dyle et Bacalan
Société Métallurgique Dyle et Bacalan war ein belgisches Unternehmen in den Bereichen Maschinenbau und Automobilindustrie.

## Unternehmensgeschichte
1879 entstand durch eine Fusion das Unternehmen Société Anonyme de Travaux Dyle et Bacalan mit Sitz im französischen Paris. Beteiligt waren Ateliers de la Dyle aus Löwen in Belgien und Ateliers et Chantiers de Bacalan aus Frankreich. Das Werk in Belgien wurde weiterhin genutzt. Dafür ist die Firmierung Société Métallurgique Dyle et Bacalan überliefert.
Das belgische Werk war im Maschinenbau und in der Automobilindustrie tätig.
Infolge der Liquidation des französischen Konzerns 1928 wurde das belgische Unternehmen verkauft und firmierte danach als Société Anonyme des Ateliers de la Dyle.

## Einige der hergestellten Waren
Ein Produkt waren Stahlkolben für Motoren.
Ab Anfang des 20. Jahrhunderts wurden Rahmen für Fahrgestelle an mehrere Automobilhersteller verkauft.
Namentlich genannt werden drei Abnehmer:
- SA Hermès[5] von 1906 bis 1909 aktiv
- Automobiles Leroux-Pisart[6] von 1919 bis 1923 aktiv
- SACA[7] von 1924 bis 1927 aktiv

Ab 1906 wurden unter dem Markennamen Dyle et Bacalan Automobile gefertigt. Sie hatten große Motoren. Die Produktion endete je nach Quelle noch 1906 oder 1907. Es entstanden zwei oder drei Fahrzeuge.